# Haplochromis aeneocolor
Haplochromis aeneocolor (Synonym: Astatotilapia aeneocolor) (Lat.: aenus = Bronze, color = Farbe) ist eine Buntbarschart, die endemisch im ostafrikanischen Georgsee und im Kazinga-Kanal, dem Abfluss des Sees zum Eduardsee vorkommt. In den Aruwimi, ein rechter Nebenfluss des Kongo, soll die Art vom Menschen eingeführt worden sein.

## Merkmale
Die Fischart kann eine Standardlänge von 7,5 cm erreichen. Die Körperhöhe liegt bei 35 bis 41 % der Standardlänge, die Kopflänge beträgt 32 bis 37 % der Standardlänge. Männchen sind dunkel schwefelgelb gefärbt, der hintere Rumpf und der Schwanzstiel sind gelbgrün, mit einem bläulichen Schimmer. Der Rücken ist bronzefarben, der untere Brustbereich ist rußig. Der vordere, von Hartstrahlen gestützte Abschnitt der Rückenflosse ist dunkel transparent, die Spitzen der Flossenmembranen sind schwarz. Der hintere Rückenflossenteil ist hell transparent, der Rand ist purpurfarben. Die Afterflosse ist an ihrer Basis transparent, die äußeren zwei Drittel sind pink- bis purpurfarben. Sie trägt orangegelbe Eiflecke. Die Brustflossen sind schwarz, die Bauchflossen transparent. Weibchen sind grau-silbrig bis graugelb. Ihre Rückenflosse zeigt dunkle Streifen, vor allem im hartstrahligen Teil, Afterflosse und Bauchflossen sind transparent.
Die spatenförmige Schwanzflosse ist auf ihrer basalen (proximalen) Hälfte beschuppt.
- Flossenformel: Dorsale XIV–XVI/8–10, Anale III/7–10.
- Schuppenformel: SL 30–33.

## Lebensweise
Haplochromis aeneocolor kommt vor allem an den mit Papyrus bestandenen Küsten des Sees vor und fehlt im offenen Wasser völlig. Bei Untersuchungen wurden in den Mägen vor allem Pflanzenfragmente und Insektenlarven gefunden. Wahrscheinlich spielt auch  Detritus eine wichtige Rolle bei der Ernährung. Wie alle Haplochromis-Arten ist Haplochromis aeneocolor ein ovophiler Maulbrüter, bei dem das Weibchen die Brutpflege übernimmt.
Die Brutdauer beträgt 17 Tage, dann entlässt das Weibchen ca. 7 mm große Larven, die noch einige Tage vom Weibchen betreut werden.